# Tiergartenstrasse 4

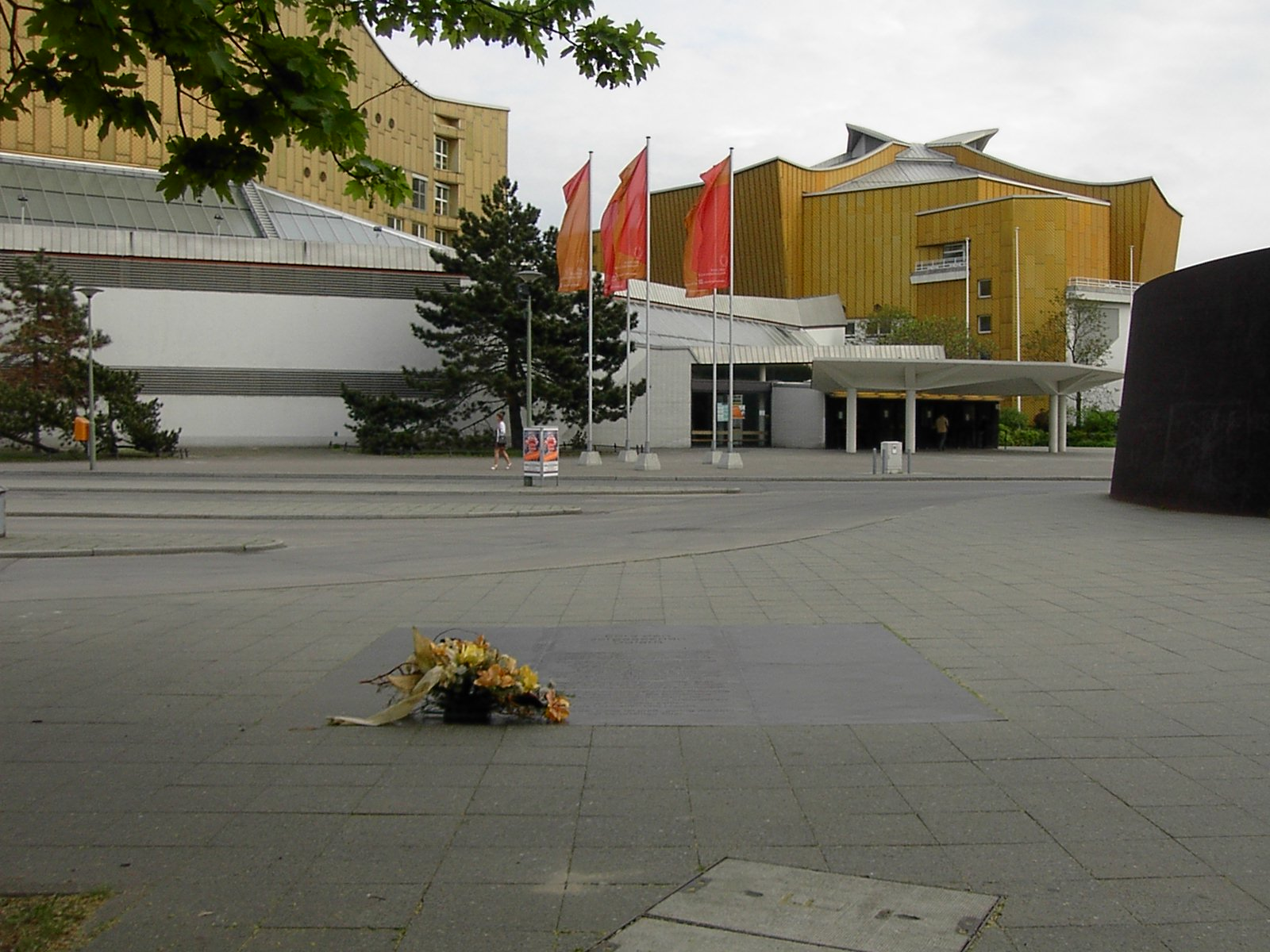
Explanada de la Filarmónica de Berlín, lugar de planificación y organización del exterminio por «eutanasia»

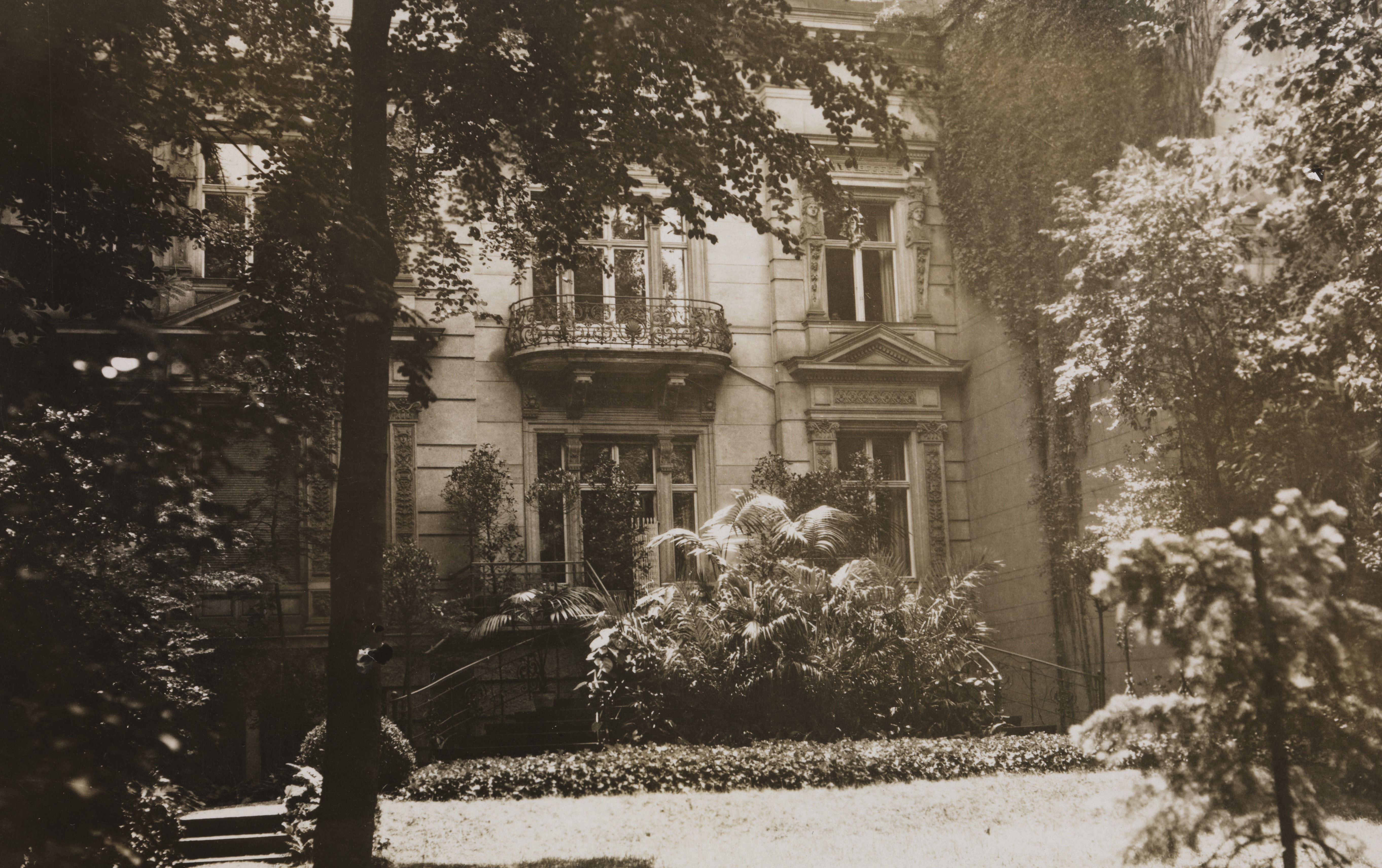
Villa de Tiergartenstrasse 4 previa a 1921

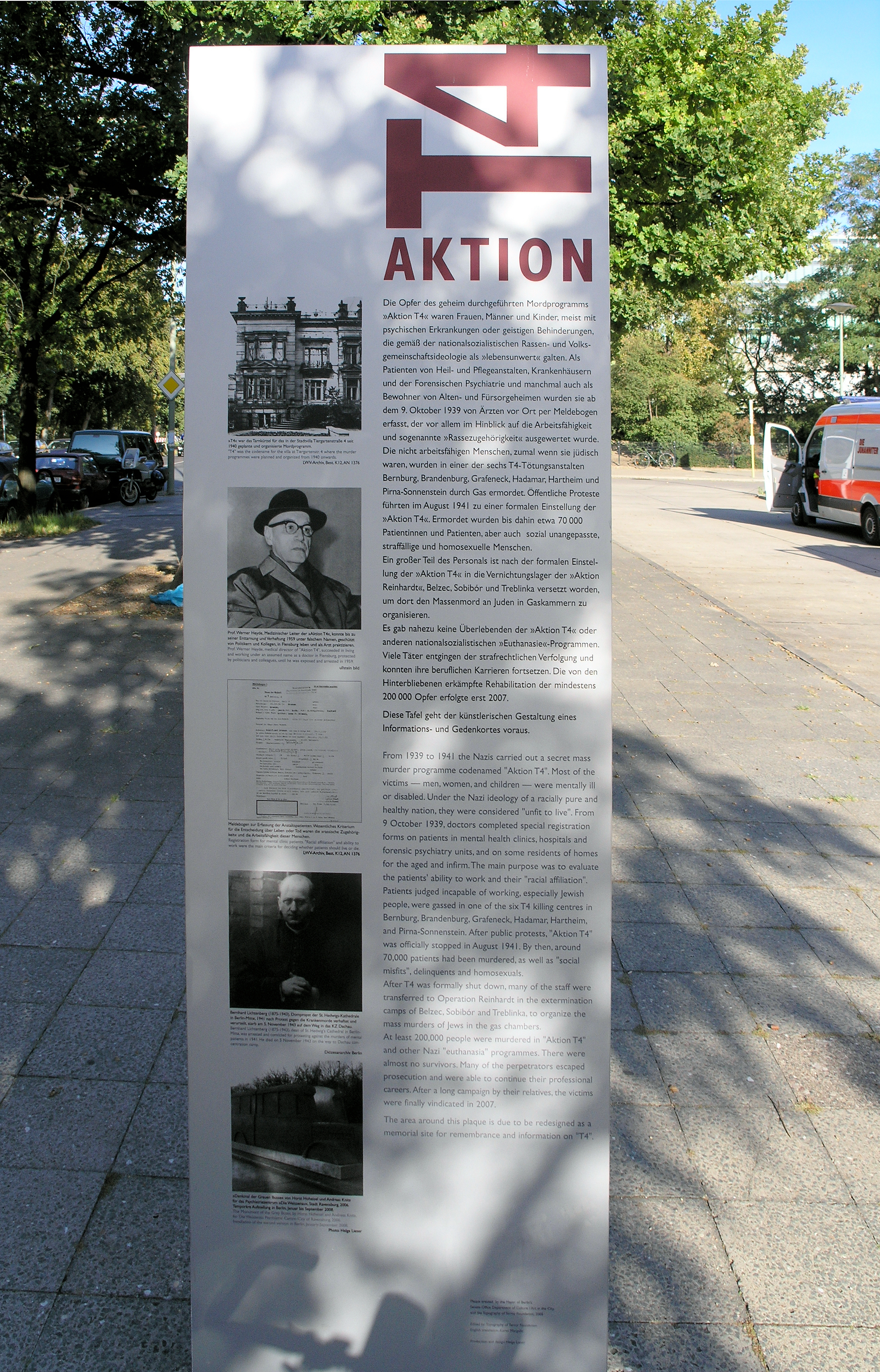
Panel explicativo sobre la Operación T4 en Tiergartenstrasse 4

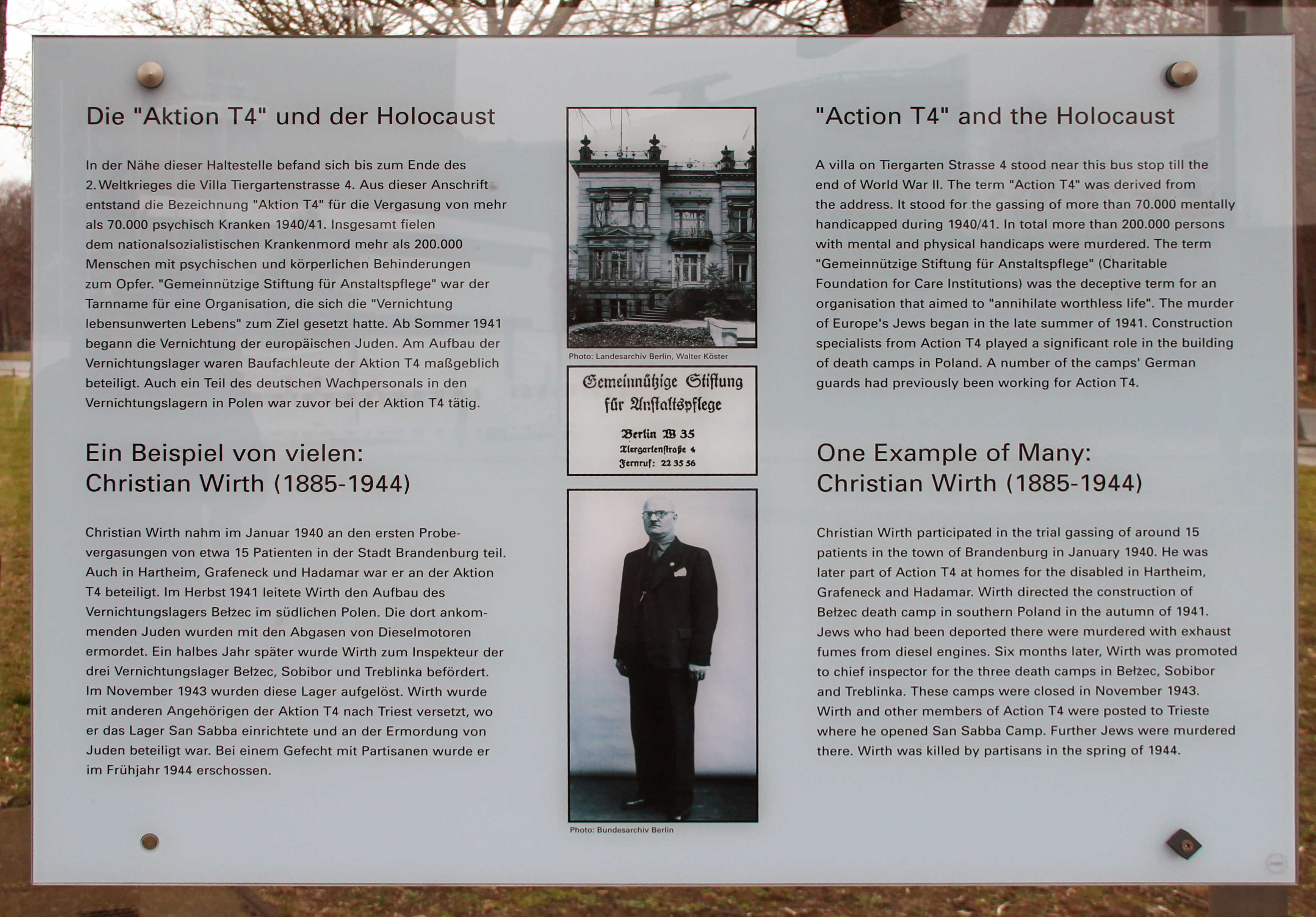
Panel explicativo en la calle Herbert-von-Karajan-Strasse 1 (con una foto de la villa)

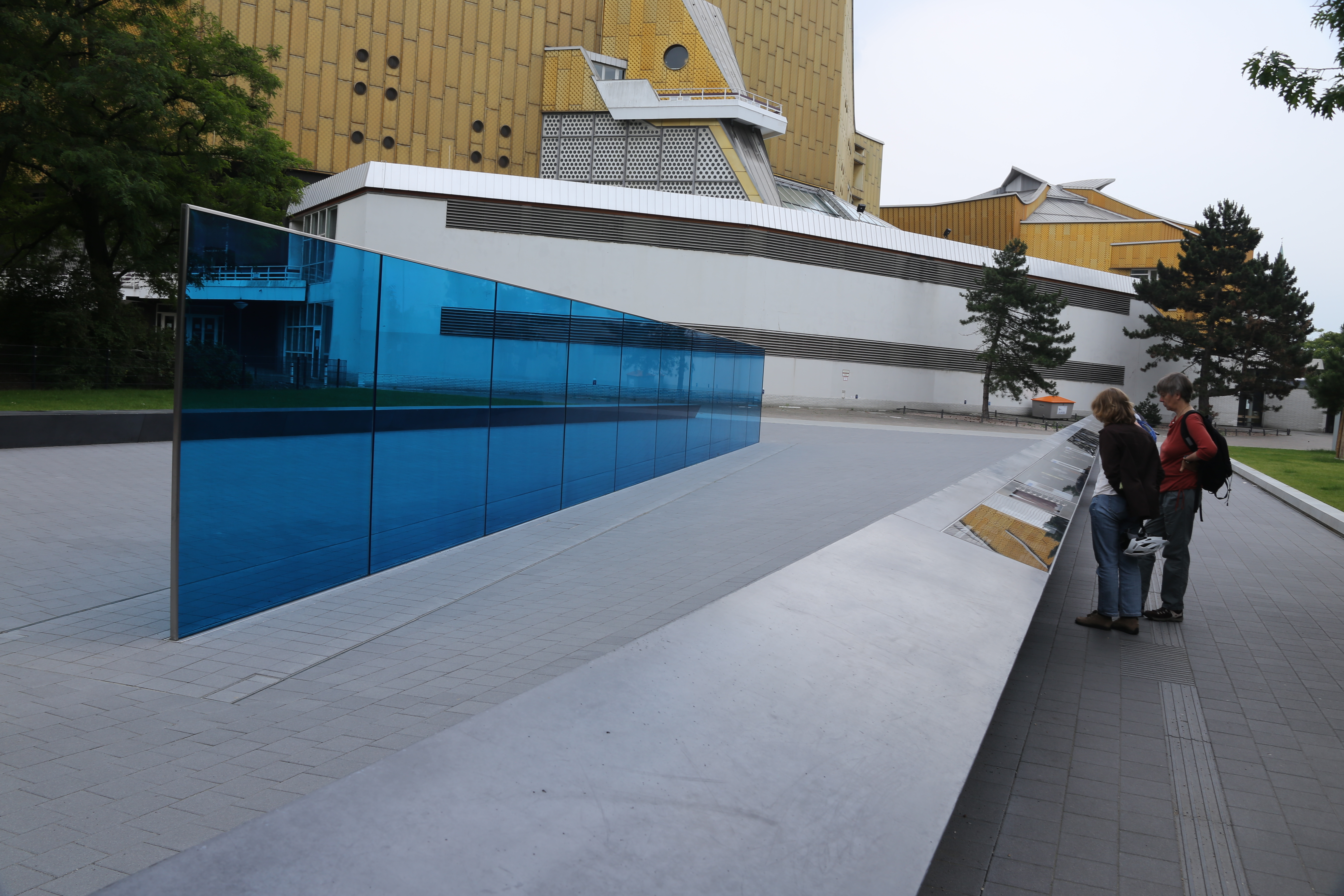
Monumento conmemorativo y punto de información de las víctimas de la «eutanasia» nacionalsocialista

Tiergartenstrasse 4 (o T4, su nombre en clave) es una dirección situada en el número 4 de la calle Tiergartenstrasse en el distrito berlinés de Tiergarten en el extremo sur del parque homónimo. Se encuentra cercano a la Potsdamer Platz en las inmediaciones de la Filarmónica de Berlín (construida por Hans Scharoun e inaugurada en 1963) y del Museo de Instrumentos Musicales (situado en Tiergartenstrasse 1).

## Historia
En la actualidad ya no existe ningún edificio que corresponda con la dirección Tiergartenstrasse 4. En la parcela correspondiente a dicha dirección, que actualmente es una de las mejores zonas residenciales de Berlín, solía haber una villa de estilo clasicista tardío. La propiedad fue adquirida originalmente por el industrial textil Georg Liebermann (1844-1926) y luego el edificio pasó a ser propiedad de Eva Köbener y Hans Liebermann (1876-1938). La librería de viejo del marchante de arte berlinés Paul Graupe (1881-1953) estaba ubicada en dicha dirección, al igual que la del librero y anticuario Hermann Ball, que realizaban subastas conjuntas. Después del Machtergreifung (la toma del poder por parte de los nacionalsocialistas), el edificio quedó «prácticamente confiscado».
Desde la primavera de 1940, la autoridad que planificaba y gestionaba la política criminal de eutanasia (eliminación de personas enfermas y con discapacidades mentales) se conocía bajo el nombre en clave Aktion T4 (Operación T4) y tenía su sede en la villa urbana situada en la calle Tiergartenstrasse n.º 4. Tanto la Zentraldienststelle (“Fundación de Utilidad Pública para el Cuidado Asistencial en Instituciones”), de carácter secreto, como el propio programa de eutanasias recibieron el nombre de esta dirección bajo la abreviatura T4. El programa estaba dirigido a la liquidación de «los enfermos mentales, los discapacitados mentales y físicos y los indeseables desde el punto de vista racial y social». Se ha señalado que muchos de los que participaron en estos crímenes también fueron desplegados para la matanza de judíos, sintis y romaníes en los campos de exterminio de Belzec, Sobibór y Treblinka : «Seguían siendo empleados de la sede central T4».
El edificio sufrió graves daños en 1944 debido a los bombardeos aéreos aliados de la Segunda Guerra Mundial, siendo posteriormente demolido en la década de 1950.
En 1989 se instaló en el suelo una placa conmemorativa diseñada por Götz Aly y Klaus Hartung, con el siguiente texto.

Ehre den / vergessenen / Opfern

An dieser Stelle, in der Tiergartenstraße 4, wurde ab 1940 der erste nationalsozialistische Massenmord organisiert, genannt nach dieser Adresse ‚Aktion T4‘.

Von 1939 bis 1945 wurden fast 200.000 wehrlose Menschen umgebracht. Ihr Leben wurde als ‚lebensunwert‘ bezeichnet, ihre Ermordung hieß ‚Euthanasie‘. Sie starben in den Gaskammern von Grafeneck, Brandenburg, Hartheim, Pirna, Bernburg und Hadamar, sie starben durch Exekutionskommandos, durch geplanten Hunger und Gift.

Die Täter waren Wissenschaftler, Ärzte, Pfleger, Angehörige der Justiz, der Polizei, der Gesundheits- und Arbeitsverwaltungen. Die Opfer waren arm, verzweifelt, aufsässig oder hilfsbedürftig. Sie kamen aus psychiatrischen Kliniken und Kinderkrankenhäusern, aus Altenheimen und Fürsorgeanstalten und Lazaretten, aus Lagern.

Die Zahl der Opfer ist groß, gering die Zahl der verurteilten Täter.
Honor para las víctimas olvidadas

Desde 1940, se dirigió desde este lugar, en Tiergartenstrasse 4, el primer exterminio nacionalsocialista a gran escala, que lleva el nombre de esta dirección: «Operación T4».

De 1939 a 1945 fueron asesinadas casi 200.000 personas indefensas. Su vida se describió como «indigna de ser vivida», su asesinato fue llamado «eutanasia». Murieron en las cámaras de gas de Grafeneck, Brandenburg, Hartheim, Pirna, Bernburg y Hadamar. Murieron fusilados, dejados morir de inanición y envenenados.

Los perpetradores de estos hechos fueron científicos, médicos, enfermeras, miembros del poder judicial, de la policía, de las administraciones sanitaria y laboral. Las víctimas eran pobres, estaban desesperadas, eran rebeldes o estaban necesitadas de ayuda. Procedían de clínicas psiquiátricas y hospitales infantiles, de asilos de ancianos e instituciones de asistencia social y hospitales militares, de campamentos.

El número de víctimas es grande, el número de perpetradores condenados es pequeño.
Senado de Berlín

La cabecera de varias líneas de autobús se encuentra hoy en ese lugar de la calle Tiergartenstrasse.

## Monumento
Desde el 2 de septiembre de 2014 existe en ese lugar (al norte del Kultur-Forum) un monumento conmemorativo y punto de información de las víctimas de los nacionalsocialistas exterminadas por «eutanasia». 

## Miscelánea
Christoph Klimke escribió una obra de teatro original titulada Tiergartenstrasse 4, que se estrenó en 2008. Bajo el título T 4. Ophelias Garten se estrenó en 2016 un drama en dos actos de Pietro Floridia.